# Turcinești
Turcinești est une commune roumaine située dans le județ de Gorj.